# Bruchomyia almeidai
Bruchomyia almeidai är en tvåvingeart som beskrevs av Barretto och Andretta 1946. Bruchomyia almeidai ingår i släktet Bruchomyia och familjen fjärilsmyggor. Inga underarter finns listade i Catalogue of Life.